# Spilogona micans
Spilogona micans är en tvåvingeart som först beskrevs av Ringdahl 1918.  Spilogona micans ingår i släktet Spilogona och familjen husflugor. Arten är reproducerande i Sverige. Inga underarter finns listade i Catalogue of Life.